# نادي الشباب العرب (حيفا)
نادي الشباب العرب هو نادٍ ثقافيّ رياضيّ كرويّ فلسطينيّ وقع مقره في مدينة حيفا، تأسس في عام 1934، وأقام النادي ملعبه الأول في عام 1944، وكان يعد من أقدم وأقوى الفرق الكروية في فلسطين، لأنه حقق العديد من الإنجازات والبطولات المحلية التي تمثلت خلال مشاركته بكأس فلسطين الذي كان ينظمه الاتحاد الفلسطيني لكرة القدم، هذا بالإضافة إلى حصوله على بطولة فلسطين بين الأندية العربية لعامي 1945 و1947.

## تأسيس النادي
تأسس نادي الشباب العرب في حيفا في 30 أيلول 1934، بعد انفصال لاعبينه عن فريق السالزيان الذي كان تابعا لمدارس السالزيان المؤسسة من قبل الآباء السالزيان وهي رهبنة كاثوليكية أسسها القديس يوحنا بوسكو في مدينة تورينو في ايطاليا عام 1840، قوبل نادي الشباب العرب في حيفا وفي الأوساط الوطنية بالارتياح خاصة بعد طلب النادي أن يكون تحت رعاية لجنة مؤتمر الشباب والتي بدورها رحّبت بالخطوة لرغبتها في تعاون الشباب وإيجاد رابطة بينهم.

### حفلة تأسيس النادي
جاء في صحيفة الدفاع تفاصيل الافتتاح والحفل الذي أقامه نادي الشباب العرب، وحضرته قيادة مؤتمر الشباب برئاسة يعقوب الغصين.

## لاعبو النادي
لعب في هذا الفريق خيرة لاعبي فلسطين، أمثال : حبيب الزرقا، وأنيس صهيون، ومصطفى رفعت، وكيفورك كوركيان وغيرهم، كما لعب في صفوف هذا الفريق في أوقات سابقة كل من سليم السفري، مصطفى رفعت، إبراهيم رفعت، جورج سلامة، عثمان الخليل، محمد عبد الرحمن، عبد خضراوي.
تولّى رئاسة الفريق كل من سعيد حويلة، وحنا بطرس، وحبيب الزرقا.

## مباريات وبطولات النادي
- بطولة عام 1944 - تغلب نادي الشباب العرب على فريق كرة القدم التابع للنادي الأرثوذكسي في القدس، وانتهت المباراة بنتيجة 4-1 لصالح نادي الشباب العرب.
- بطولة عام 1945 - تغلب نادي الشباب العرب على فريق النادي الإسلامي في يافا الذي كان يعتبر بطل منطقة يافا وكانت النتيجة 3- 1 لصالح فريق شباب العرب، والتقى في المباراة النهائية مع النادي الدجاني بطل منطقة القدس وتغلب عليه بنتيجة 2 - 1 ، ليصبح فريق شباب العرب للعام.
- بطولة العام 1946\ 1947- بدأت أولى مباريات بطولة فلسطين في شهر نيسان 1946 شارك بها ثلاث عشرة فريق وكانت المباراة النهائية في حيفا في 28 حزيران 1947 فاز فيها شباب العرب على النادي الإسلامي في يافا بنتيجة خمسة إلى واحد وفاز بالبطولة ونال درع البنك العربي.

- تعادل فريق نادي الشباب العرب مع منتخب مدينة حلب السورية عام 1947- احتشدت الجماهير من حيفا وعكا وشفاعمرو وقرى القضاء لدعم وتشجيع الفريق الحيفاوي، وكانت شهرة الفريق الحلبي قد بلغت حدا واسعا أثار القلق الشديد والتوتر العميق في صفوف الجمهور الحيفاوي ومؤيدي فريق شباب العرب، إلا أن المباراة انتهت بالتعادل بين الفريقين 1-1 رغم شدة وقسوة المباراة بين الفريقين.

ونشرت الجريدة الصهيونية (Palestine Post) الكثير من الأخبارعن نادي الشباب العرب في حيفا، أنه وصل إلى درجة أن يتغلب في كثير من المباريات على الأندية اليهودية وعلى فرق الانتداب البريطاني في فلسطين.